# Эглинген
Эглинге́н (фр. Eglingen) — коммуна на северо-востоке Франции в регионе Гранд-Эст (бывший Эльзас — Шампань — Арденны — Лотарингия), департамент Верхний Рейн, округ Альткирш, кантон Мазво. До марта 2015 года коммуна административно входила в состав кантона Альткирш (округ Альткирш).

## Географическое положение
Коммуна расположена на расстоянии около 390 км на восток от Парижа, в 115 км южнее Страсбура и в 50 км южнее Кольмара.
Площадь коммуны — 3,72 км², население — 314 человек (2006) с тенденцией к росту: 363 человека (2012), плотность населения — 97,6 чел/км².

## Население
Численность населения коммуны в 2011 году составляла 360 человек, а в 2012 году — 363 человека.
| 1962 | 1968 | 1975 | 1982 | 1990 | 1999 | 2006 | 2007 | 2011 | 2012 |
| ---- | ---- | ---- | ---- | ---- | ---- | ---- | ---- | ---- | ---- |
| 224  | 214  | 234  | 217  | 231  | 247  | 314  | 324  | 360  | 363  |

Динамика населения:

## Экономика
В 2010 году из 232 человек трудоспособного возраста (от 15 до 64 лет) 187 были экономически активными, 45 — неактивными (показатель активности 80,6 %, в 1999 году — 73,5 %). Из 187 активных трудоспособных жителей работал 171 человек (86 мужчин и 85 женщин), 16 числились безработными (11 мужчин и 5 женщин). Среди 45 трудоспособных неактивных граждан 21 были учениками либо студентами, 23 — пенсионерами, а ещё 1 — были неактивны в силу других причин.
На протяжении 2011 года в коммуне числилось 133 облагаемых налогом домохозяйства, в которых проживало 356 человек. При этом медиана доходов составила 22452,5 евро на одного налогоплательщика.

## Достопримечательности (фотогалерея)
- Водокачка
- Школа
- Здание мэрии